# Pensionnat Notre-Dame-des-Anges
 (novembre 2019).
Le Pensionnat Notre-Dame-des-Anges (PNDA) est une école mixte préscolaire et primaire privée située à Montréal dans l'arrondissement Rosemont–La Petite-Patrie. Fondé en 1940 par les Petites Sœurs Franciscaines missionnaires de l’Immaculée Conception, l'école accueille aujourd'hui plus de 600 élèves, du préscolaire à la sixième année. Initialement, l’école accueillait uniquement des filles de niveau primaire.
En janvier 2019, le PNDA reçoit le prix Milieu de travail d'exception remis par Morneau Shepell et The Globe and Mail,.
En 2019, Marie-Josée Hamel est nommée directrice générale du PNDA.

## Historique
Le Pensionnat Notre-Dame-des-Anges a été fondé en 1940 par les Sœurs Franciscaines de l'Immaculée Conception qui avaient déjà installé, depuis 1934, leur provincialat dans le bâtiment contigu au PNDA. À sa création, le PNDA compte 34 pensionnaires et 10 externes.
Le nom de Notre-Dame-des-Anges, qui a été choisi dès la fondation du Pensionnat, est une appellation franciscaine reconnue pour désigner la Vierge Marie symbolisant l’attachement des fondatrices pour Marie.
Le bâtiment actuel a été construit en 1940 et a connu plusieurs agrandissements.
Le PNDA a été dirigé par des religieuses jusqu'en 1997.
En janvier 2019, le PNDA inaugure sa nouvelle cafétéria.        

## Fondation PNDA
La Fondation PNDA a été créé en 2003 et a pour but de soutenir financièrement les objectifs pédagogiques et éducationnels de l'école. 